# Barbatia candida
Barbatia candida   – gatunek morskiego, osiadłego małża z rodziny arkowatych (Arcidae).
Muszla wielkości 5–8 cm. Kształtu owalnego, wydłużonego. Periostrakum muszli w kolorze brązowo-żółtym, pokryte włoskami. Występuje przytwierdzony do podłoża skalnego lub kamieni bisiorem w płytkich wodach. Są rozdzielnopłciowe, bez zaznaczonych różnic płciowych w budowie muszli. Odżywiają się planktonem.
Występuje w Ameryce Północnej od Karoliny Północnej do Teksasu i na Karaibach.